# Корасан-ди-Жезуш (Визеу)
Кораса́н-ди-Же́зуш (порт. Coração de Jesus) — район (фрегезия) в Португалии, входит в округ Визеу. Является составной частью муниципалитета Визеу. По старому административному делению входил в провинцию Бейра-Алта. Входит в экономико-статистический субрегион Дан-Лафойнш, который входит в Центральный регион. Население составляет 8716 человек на 2001 год. Занимает площадь 2,27 км².